# Сражение при Бэнкс-Форд
Сражение при Бэнкс-Форд (англ. Battle of Banks' Ford) произошло 4 мая 1863 года у города Фредериксберг, штат Виргиния, и представляло собой одно из сражений Чанселорсвиллской кампании американской гражданской войны. Иногда его рассматривают как одну из фаз сражения при Чанселорсвилле или объединяют со сражением при Салем-Чёч, произошедшим днём ранее на этом же месте. Ещё 3 мая 1863 года федеральный генерал Седжвик силами трёх дивизий атаковал позиции южан на высотах за Фредериксбергом, отбросил противника и вышел в тыл армии генерала Роберта Ли. Утром 4 мая Джубал Эрли атаковал его с тыла и отбил высоты. Днём генерал Ли намеревался силами трёх дивизий атаковать и по возможности уничтожить корпус Седжвика, чтобы затем всеми силами атаковать основную армию Хукера. Этот замысел сорвался из-за нескоординированности действий и отчасти по вине генерала Маклоуза. VI корпус смог без помех отойти за реку Потомак, но это отступление спутало все планы федерального главнокомандующего Джозефа Хукера и вынудило его свернуть кампанию.

## Предыстория
27 апреля 1863 года федеральный главнокомандующий Джозеф Хукер начал Чанселорсвиллскую кампанию. Его план состоял в том, чтобы выйти частью своей армии в тыл и фланг армии противника. Три федеральных корпуса начали выдвижение на восток: XI корпус Ховарда, XII корпус Слокама и V корпус Мида — в общей сложности 39 795 человек. Два корпуса остались на месте: это были I корпус Рейнольдса на левом фланге и VI корпус Седжвика в центре.
Вечером 28 апреля VI и I корпусам было приказано перейти Раппаханок, чтобы привлечь к себе внимание южан. Хукер приказал захватить переправы Франклин-Кроссинг и Фицхью-Кроссинг под Фредерикбергом в предрассветные часы и первые часы дня. Утренний туман помог северянам переправиться незамеченными. На южном берегу реки федералов встретили пикеты противника, которые сделали по атакующим пару залпов и отошли. В 09:45 три моста уже были наведены.
К вечеру 29 апреля генерал Ли узнал о появлении противника на своём левом фланге и отправил распоряжения генералам Андерсону и Маклоузу: Генерал Маклоуз должен был занять позиции у Фредериксберга и быть готов усилить левый фланг, а генералу Андерсону было велено сконцентрироваться у плантации Джорджа Чанселлора, где сходились дороги, ведущие от переправ через Рапидан, и создать там линию обороны. 30 апреля генерал Ли изучил позиции противника под Фредериксбергом и решил, что главную атаку Хукер планирует не здесь. Он решил оставить часть войск на позициях под Фредериксбергом, а основной массой атаковать западную группировку противника. На высотах под Фредериксбергом осталась дивизия Джубала Эрли, усиленная миссисипской бригадой Барксдейла. Ли велел Эрли наблюдать за противником, сдерживать по возможности его наступление, а в случае невозможности обороны отступать к Гвинея-Стейшен, прикрывая железную дорогу и склады.
1 мая три корпуса Хукера вышли во фланг армии Ли, встретились с корпусами Андерсона и Маклоуза и отступили на высоты к дому Чанселлора. 2 мая Джексон атаковал правый фланг Хукера и разгромил его XI корпус. Вечером Хукер приказал Седжвику перейти в наступление и атаковать армию Ли с тыла. Седжвик смог начать наступление только утром 3 мая. Началось второе сражение при Фредериксберге: в 10:00 корпус Седжвика атаковал высоты Мари и взял их штурмом. Дивизия Эрли отступила на юг, предполагая, что Седжвик нацеливается на Ричмонд. Но Седжвик повернул на запад. У церкви Салем-Чеч он столкнулся с бригадой Кадмуса Уилкокса и началось сражение при Салем-Чеч. Бригада Уилкокса отбила первую атаку дивизии Седжвика, а наступившая темнота не позволила Седжвику продолжать. Между тем на усиление Уилкокса подошла дивизия Лафайета Маклоуза. Седжвик после сражения чувствовал себя всё более неуверенно. Он находился на незнакомой местности, в трёх милях от переправ, и не знал ничего о численности противника, который находился и на западе и на юге. Он нуждался в чётких приказах, а их не поступало. Он так и не возобновил сражение до наступления ночи, а также не обеспечил охрану высот Мари.
Этой ночью дивизия генерала Андерсона готовилась атаковать левый фланг позиций Хукера, но Ли отменил это решение и отправил Андерсона на соединение с Маклоузом и Эрли. Теперь на позициях под Чанселорсвиллом осталось 25 000 южан (против 75 000 северян), а 23 000 человек были собраны для атаки корпуса Седжвика (19 000 человек). Ли не знал, что корпус Рейнольдса ушёл на соединение с Хукером, поэтому полагал, что у Седжвика имеется два корпуса. Так же и Седжвик полагал, что на помощь Ли пришло 15 000 человек из Ричмонда. Таким образом, оба, Ли и Седжвик, вдвое переоценивали численность друг друга.

## Силы сторон
В сражении федералы задействовали VI корпус Потомакской армии под командованием генерал-майора Джона Седжвика. Он состоял из трёх дивизий и насчитывал, по различным подсчётам, 19 — 21 тысяч человек. Генерал Ли задействовал против него три дивизии, общей численностью около 23 000 человек.

## Сражение

### Утро
Утром 4 мая Джубал Эрли отправил свою дивизию в наступление на тылы корпуса Седжвика. В авангарде пошла бригада Джона Гордона, который недавно получил звание бригадного генерала и впервые командовал бригадой. Эрли предполагал атаковать силами всей дивизии, но Гордон понял приказ так, что атаковать должна только его бригада. Объяснив своим людям боевую задачу, он решительно направился со своей бригадой по Телеграфной Дороге к Фредериксбергу и вышел к Холму Ли, на котором не обнаружил никаких частей противника. Бригада проследовала на высоты Мари, но никого не нашла и там. Получилось так, что никто среди генералов Потомакской армии не подумал об охранении высот Мари после их захвата 3 мая. Дивизии Джона Гиббона было приказано удерживать Фредериксберг, и он полагал, что Седжвик сам займётся охраной своих коммуникаций. Но Седжвик ничего не предпринял для этого. Возможно, он решил, что это дело Гиббона, но даже проверять этого не стал.
В мемуарах Гордон описывает свою атаку немного иначе. Он пишет, что его полки попали под огонь противника, и в этот момент пришёл приказ Эрли остановить атаку, но было уже поздно что-либо менять, и он приказал продолжать. Его люди бросились вперёд и взяли «форт», а генерал Эрли потом заметил, что если бы атака закончилась неудачей, Годона пришлось бы отдать под трибунал за неповиновение приказу.
Заняв высоты Мари, Эрли приказал бригаде Барксдейла занять свою прежнюю позицию и прощупать положение противника во Фредериксберге. Барксдейл направил к городу стрелковую цепь, но она встретила такое сильное сопротивление со стороны федералов, что Барксдейл немедленно отвёл людей обратно. Эрли велел ему оставаться на позиции и сдерживать федералов, если те надумают наступать со стороны Фредериксберга.
Гордон между тем повернул на запад в поисках противника и его люди заметили артиллерийский обоз, пересекающий высоты Мари по дороге Пленк-Роуд. 31-й Джорджианский полк Клемента Эванса бросился вниз по склону, через ручей и вверх по холму к этой дороге. Охранение обоза сделало несколько выстрелов и разбежалось. Джорджианцы захватили около 30 пленных, 30 или 40 лошадей и мулов, и несколько обозов с припасами. Однако, при этом 31-й далеко оторвался от своей бригады и не заметил, как попал под огонь федеральной бригады Томаса Нейла. По приказу Эрли генерал Смит выдвинулся на помощь Гордону и разместил свою бригаду слева от Гордона, а 13-й Вирджинский полк направил на помощь 31-му. При помощи вирджинцев джорджианцы смогли отойти с позиции.
Между тем ещё левее 58-й Вирджинский полк вступил в перестрелку с 7-м Мэнским и 49-м Нью-Йоркским полками. Вскоре командир вирджинцев, полковник Фрэнсис Боард, обнаружил, что его полк остался один на один с противником, и приказал отступать. В этот момент северяне бросились в контратаку, обратили 58-й в бегство и захватили знамя полка. Знаменосец был застрелен капралом Джоном Мак-Вейном, который впоследствии получил за это медаль Почёта. Часть рядовых 58-го Вирджинского спряталась в деревянном здании, где они были окружены и захвачены в плен. Эрли понял, что ему противостоят серьёзные силы противника и приказал отступить. В ходе этой утренней атаки бригады Гордона и Смита потеряли 204 человека (из них 200 — пленными), из их 101 человека потерял 58-й Вирджинский полк.
Не решаясь воевать с Седжвиком в одиночку, Эрли доложил ситуацию Маклоузу и предложил ему атаковать. Он сообщил, что если Маклоуз ударит с фронта, то сам Эрли двумя дивизиями ударит в тыл Седжвику. Но Маклоуз не был уверен, что его сил достаточно для фронтальной атаки и предложил Эрли атаковать первым. Он полагал, что если Эрли атакует тыл Седжвика, то федералы будут вынуждены менять позицию и где-нибудь обнаружится их слабое место. Маклоуз также доложил о ситуации генералу Ли и запросил подкреплений. Ли обещал прислать дивизию Андерсона, и тогда Маклоуз приказал не начинать сражения до подхода Андерсона. Генералу Эрли было сообщено, что Андерсон встанет правее Маклоуза и примкнёт к левому флангу дивизии Эрли, а до этого момента атак лучше не предпринимать.
По этому поводу Стивен Сирс писал, что генерал Маклоуз характером больше всех напоминал своего оппонента, Седжвика. Он был точно так же осторожен, зависим, и предпочитал конкретные точные приказы. Он уверенно действовал под присмотром Лонгстрита, но в это утро, когда потребовалась его личная инициатива для принятия решения, он впал в точно такую же нерешительность, что и Седжвик.

### День
В 11:00 дивизия Андерсона (три бригады: Райта, Посей и Перри) прибыли на указанную позицию. В то же время генерал Ли явился в штаб Маклоуза около Салем-Чёч. То, что он увидел, привело его в сильнейшее возмущение. Ценное время было потеряно впустую: никто не провёл рекогносцировки и никто не мог сказать, где находятся боевые линии противника. Ли приказал провести разведку боем и лично отправился на рекогносцировку. Постепенно выяснилось, что корпус Седжвика занял подковообразную позицию, упираясь флангами в Раппаханок. Так же выяснилось, что позицию эту занимает только один корпус. Ли лично разместил бригады на их позициях, однако размещение бригад Андерсона требовало времени: для выхода на позицию им требовалось пройти трудный путь по неудобной местности. Это потребовало больше времени, чем ожидалось.
Стивен Сирс писал, что эта потеря времени странным образом помогла Северовирджинской армии. Если бы наступление началось утром (как планировал Ли), то Хукер мог бы помочь Седжвику — например, отправив ему подкрепления с северного берега Раппаханока или начав наступление со своей позиции. Но так как южане атаковали уже в конце дня, то Хукер не стал ничего не предпринимать просто потому, что в любом случае не успел бы завершить манёвр до темноты.
Уже вечерело, и полковник Селдон Коннор, командир 7-го Мэнского полка, заметил, что если мятежники хотят чего-нибудь достичь к ночи, то пора бы им начать. «И как только я произнёс эти слова, — писал он впоследствии, — как они действительно начали, атаковав всю нашу линию превосходящими силами». Сигнал к атаки дала артиллерия Александера в 17:30. Сразу же три бригады Эрли и три бригады Андерсона (ок. 11 000 чел.) начали наступление. Дивизия Эрли атаковала позиции дивизии Альбиона Хау: бригады Нейла и Гранта (ок. 6 200 чел.). Хау ещё в 13:00 обнаружил, что противник концентрируется на его фронте и понял, что вскоре последует атака. Он тщательно изучил местность и разместил свои полки так, чтобы при необходимости им было удобно отступать. В первой линии находилась бригада Нейла, а в 500 метрах за ней — вермонтская бригада Гранта. Это была грамотная, хорошо продуманная позиция.
В атаку на эту позицию Эрли послал бригаду Гарри Хайса и Роберта Хука. Бригада Джона Гордона наступала севернее, нацеливаясь на дальний левый фланг противника. Бригада Смита оставалась в резерве. Так как местность была крайне неровной, то Эрли не смог задействовать свою артиллерию. Несколько выстрелов сделали два 20-фунтовых Паррота, но в основном это было сражение пехоты. Атака бригад Эрли считалась основной, а три бригады Андерсона должны были её поддержать слева.
Наступающая бригада Хайса попала под залп 5-го Вермонтского полка с фланга, но продолжила атаку и ударила во фланг и тыл 20-го Нью-Йоркского пехотного полка. Его полковник Эрнст фон Вегесак был сразу же ранен, а полк обратился в бегство через позицию 7-го Мэнского и батарею Ригби. Отступать начал и 21-й Нью-Джерсийский. Порядки бригады Нейла оказались расстроены и он приказал отступать ко второй линии. Бригада Нейла «была разбита, как кувшин, брошенный об скалу», вспоминал потом майор Хайд из 7-го Мичиганского полка. Эрли был близок к тому, чтобы прорвать федеральную линию, но в этот момент его бригады потеряли порядок. Генерал Хук был ранен и его сменил полковник Исаак Эвери, который не знал плана наступления, и его бригада смешалась с порядками бригады Хайса, расстроив его ряды. Некоторые полки Хайса вырвались вперёд и попали под огонь своих же частей. «Половина наших людей была так утомлена маршем, что не успевала за остальными, — вспоминал потом лейтенант 9-го Луизианского, Генри Хэндерсон, — офицеры потеряли свои роты, а роты потеряли офицеров. Полки остались без командиров. Своих поблизости не оказалось, а противник угрожал нашему правому флангу». Помимо этого, атакующие столкнулись теперь с ветеранской Вермонтской бригадой.
Вермонтские полки Гранта ждали луизианцев Хайса, лёжа за хребтом небольшой высоты. Подпустив противника на мушкетный выстрел, они вскочили на ноги и открыли огонь по луизианцам, силы которых были уже на пределе. Попав под этот внезапный залп, луизианцы стали отступать, а часть тут же попала в плен. Хайс потерял 445 человек в тот день, из них 129 — пленными. В числе пленных оказались, как ни странно, три полковника из пяти, два подполковника и майор.
Между тем джорджианская бригада Джона Гордона наступала в направлении холма Тейлорс-Хилл, угрожая федеральным частям, охраняющим переправу Бэнкс-Форд. Это наступление было замечено с артиллерийских позиций у Фалмута и 20-фунтовые орудия открыли по джорджианцам плотный огонь. Узнав про этот манёвр, Седжвик отправил на перехват пенсильванскую бригаду Фрэнка Уитона. Этой бригаде удалось стабилизировать фронт.
Бригады Андерсона так же начали наступление и оттеснили стрелковую цепь федеральной бригады Бартлетта, но попали под плотный артиллерийский огонь, который заставил их остановиться. Бартлетт писал, что атака была отбита только силами стрелковой цепи и артиллерии.
Но несмотря на удачно отбитую атаку, Седжвик решил осуществить то, что задумал ещё утром: отступить ближе к переправам. В 18:45 он отдал приказ об общем отступлении. Генерал Ньютон выбрал место для новой позиции и VI корпус отступил туда под прикрытием темноты и тумана. Только в 21:30 два полка Уилкокса и бригада Кершоу двинулась вслед за отступающим противником. Они захватили несколько пленных, по этим их успехи и ограничились. В итоге Седжвик отступил на удобную высоту, вырыл траншеи и его позицию теперь прикрывали 34 орудия с северного берега реки. К 22:00 был построен второй мост через Раппаханок. Эта новая позиция была гораздо сильнее предыдущей, и генерал Хау полагал, что на ней можно успешно держаться, так что отступление за Раппаханок смысла не имеет.

## Последствия
Седжвик отступил на удобную позицию, но продолжал переоценивать численность противостоящих ему сил и считал, что находится в большой опасности. Его беспокоило ещё одно обстоятельство: днём Хукер обещал прийти на помощь, как только услышит стрельбу. Теперь стрельбу он без сомнения услышал, но никакой помощи не поступило (Хукер решил, что всё равно не успеет ничего добиться до темноты), и вместо этого пришёл запрос прислать полный отчёт о позиции корпуса и противостоящих ему частям. Седжвик не получил никаких обещаний помощи или подкреплений.
В 21:45 он отправил Хукеру сообщение: «Противник теснит меня. Я готовлюсь отступить за реку, если потребуется». Хукер получил это сообщение около 23:00 и был потрясён этой новостью. Он весь день думал над тем, чтобы отвести часть сил за реку, перебросить их к Бэнкс-Форд и, выйдя на позиции корпуса Седжвика, атаковать противника на этом участке. Но весь план держался на том, что Седжвик будет удерживать плацдарм, а теперь этот план рушился. Стивен Сирс писал, что именно в те последние часы 4 мая Хукер начал терять веру в успех всей кампании. Хукер 8 дней следовал своему плану но Стоунман подвёл его своим неудачным рейдом, и теперь его подвёл Седжвик, и в результате план рухнул, и заменить его было нечем. В этих обстоятельствах Хукер собрал совет в доме Баллока, чтобы узнать мнение своих подчинённых. Генералы в массе высказались против отступления, но Хукер не стал следовать их совету.
В 23:50 Седжвик отправил Хукеру ещё одно сообщение:

Бэнкс-Форд, Вирджиния, 4 мая 1863, 23:50

Моя армия зажата тут на склоне под прикрытием орудий на северной стороне Бэнкс-Форд. Если я должен думать только об этой армии, то я бы отступил ночью. Требуют ли ваши планы того, чтобы я рисковал, оставаясь на этой позиции? Нужен срочный ответ, иначе я буду должен отступить.
Оригинальный текст (англ.)–   Banks' Ford Va., May 4 1863 11:50 p.m.

My army is hemmed in upon the slope, covered by guns from the north side of the Banks' Ford. If I had only this army to care of, I would withdraw it to-night.  Do you operations require that I should jeopard it by retaining it here? An immidiate reply is indispensable, or I may feel obliged to withdraw.
— 
Хукер получил это сообщение после часа ночи. Он дал согласие на отступление, но вскоре пришла вторая телеграмма, отправленная примерно в полночь: «Я буду держать свою позицию, как приказано». Седжвик изменил своё намерение в основном потому, что не захотел брать на себя ответственность за отступление. Хукер отменил приказ на отступление, но было уже поздно: его первая телеграмма дошла до Седжвика и он начал отвод войск. К 05:00 корпус Седжвика ушёл за Раппаханок и снял понтонные мосты.
С утратой плацдарма у Бэнкс-Форд Хукеру ничего не оставалось, кроме как свернуть кампанию. В отчаянии он сказал Миду, что готов отдать ему Потомакскую армию, что ему всё это надоело, и что лучше бы он вообще не рождался на свет.
Дуглас Фриман писал, что в ходе Чанселорсвилской кампании генерал Ли не совершил ни одной серьёзной ошибки, и единственное, за что его можно осудить — это за сражение 4 мая, когда он не сумел вовремя организовать атаку. Это снова был тот случай, когда Ли не смог заставить энергичнее действовать одного из своих подчинённых — на этот раз Маклоуза.